# Крот (фильм, 1970)
«Крот» (El Topo) — сюрреалистический фильм Алехандро Ходоровски, одного из наиболее известных адептов театра жестокости. Премьера анти-вестерна, который был снят в Мексике, состоялась 19 декабря 1970 года в Нью-Йорке.
Благодаря поддержке со стороны Аллена Клейна и Джона Леннона этот «фильм не для всех» долгое время показывался по ночам в кинотеатрах североамериканских мегаполисов и со временем стал восприниматься как прототип «полуночного фильма» семидесятых.

## Сюжет
Мексиканская пустыня. Здесь странствует отважный воитель Эль-Топо (Крот) со своим семилетним сыном. Случайно они попадают в деревню, жители которой недавно были вырезаны. Эль-Топо решает найти убийц. Он натыкается на группу бандитов, которую благополучно уничтожает. Последний из них перед смертью сообщает, что деревню вырезали люди полковника, которые сейчас находятся в францисканской миссии. Эль-Топо находит головорезов, сражается с полковником и оскопляет его. В миссии герой оставляет сына и берёт с собой бывшую женщину полковника, которой он даёт имя Мара. Мара обещает любить Эль-Топо, но требует для этого убить четырёх мастеров револьвера, живущих в пустыне.
После долгих поисков герой находит мастеров, которые вовсе не являются гангстерами (скорее это учителя). Ему удаётся одержать победу во всех поединках, однако в итоге Мара остаётся с загадочной женщиной в чёрном, которая серьёзно ранит Эль-Топо. Героя уносят с собой калеки.
Спустя много лет. Эль-Топо выходит из транса в пещере убогих в горе. Ухаживающая за ним карлица сообщает, что здесь от героя ждут, чтобы он выкопал туннель, который позволит калекам пойти в городок, находящийся рядом с горой. Эль-Топо и его новая спутница идут туда, чтобы заработать денег. Нравы жителей поселения (внешне это типичный город из американских вестернов) весьма жестокие: основным развлечением здесь является убийство чернокожих рабов, а церковная служба напоминает игру в русскую рулетку. Эль-Топо со своей помощницей выполняют чёрную работу, выступают как паяцы на улицах, совокупляются за деньги перед богатыми горожанами, а в остальное время заняты сооружением выхода из пещеры. Здесь герой встречает своего сына, который стал монахом. Тот горит желанием убить отца, однако карлице удаётся уговорить его повременить с расправой до окончания работы над туннелем.
Наконец Эль-Топо удаётся пробить проход в горе, и калеки устремляются в город. Однако горожане вовсе не желают оказать убогим радушный приём и встречают их колонну ружейными выстрелами. Жители пытаются убить и Эль-Топо, но он неуязвим для их пуль. В итоге герой уничтожает часть обитателей посёлка, а остальные спасаются бегством. По завершении своей кровавой работы Эль-Топо совершает акт самосожжения. Его сын и карлица сооружают на месте кремации подобие надгробья и уезжают из города.

## В ролях
- Алехандро Ходоровски — Крот
- Бронтис Ходоровски — сын Крота
- Хосе Легаррета
- Мара Лоренцо

## Критика
«Крот» вызвал активное неприятие у консервативных кругов и религиозных организаций. В фильме обильно присутствует религиозная символика, как христианская, так и восточная, многие события сопровождаются отсылками к Библии. Однако авторская интерпретация этого материала весьма далека от традиционной, часто находится на грани кощунства, ещё чаще переходит за эту грань.
По крайней мере до 2009 года Ходоровски заявлял о намерении снять сиквел, однако так и не смог собрать необходимый для этого бюджет.
Съёмки проходили на севере Мексики, в штатах Чиуауа, Сонора, Нуэво-Леон с 4 августа по 17 сентября 1969 года.

## Награды
- 1972 Премия Ариэль, Мексика, за лучшую операторскую работу
- 1974 специальный приз жюри Кинофестиваля в Авориазе